# Johan Curtelius
Johan Oscar Curtelius, ofta kallad J. O. Curtelius, född 16 maj 1826 i Haparanda, död 25 maj 1895 i Gällivare socken, var en svensk präst.

## Biografi
Curtelius var son till kronobefallningsmannen Johan Petter Curtelius och Barbro Sofia Engelmark. Han blev student vid Uppsala universitet 1845 och prästvigdes 1850. Han blev pastorsadjunkt i Övertorneå församling, komministeradjunkt i Nederkalix församling 1851, komminister där 1852, pastorsadjunkt i Övertorneå 1855, tillförordnad pastor i Karesuando församling samma år, ordinarie kyrkoherde där 1856, pastor i Jukkasjärvi församling 1857, pastor i Karesuando 1858 och pastor i Jukkasjärvi 1874. Han utnämndes till kyrkoherde i Gällivare församling 21 oktober 1878 och tillträdde tjänsten 1 maj 1880. Kyrkoherdeuppdraget i Gällivare har beskrivits som alltför utmanande för Curtelius och samerna ansåg ofta hans predikningar vara för långa och avbröt honom genom att unisont säga "Amen", varvid Curtelius brukade svara "Ja, amen" och avsluta sin predikan. Fastän Gällivares nya kyrka uppfördes under Curtelius tid som kyrkoherde, föredrog han att predika i den gamla kyrkan, då han ansåg sig tillhöra den förgångna tiden.

### Familj
Curtelius gifte sig 1867 med Maria Christina Elisabeth (Betty) Læstadius. Från 1876 var han gift med Mathilda Teresia Silfwerbrand (1844–1924). Han hade tre barn i vartdera äktenskapet.

### Övrigt
I Gällivare är Curteliusvägen uppkallad efter honom.